# 1348 هـ
1348 هـ هي سنة في التقويم الهجري امتدت مقابلةً في التقويم الميلادي بين سنتي 1929 و1930.

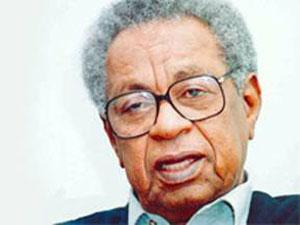
الطيب صالح

## مواليد
- الحسن الثاني
- محمد سالم بن عدود
- الطيب صالح
- رمضان عبد التواب
- عبد الرسول الإحقاقي
- عبد العظيم الديب
- عز الدين إبراهيم
- وليد الأعظمي - خطاط وشاعر ومؤرخ بغدادي.
- حسن حسن زاده الآملي
- عبد العزيز الطباطبائي
- عبد القوي حاميم
- فيصل بن عبدالعزيز الحجيلان
- محمد المدني الشويرف
- محمد كاظم القزويني
- محمود علي مكي
- مصطفى عبد الله طه
- ناصر بن حمد المنقور

## وفيات
- أحمد بن المأمون البلغيثي
- ألفرد لوشاتلييه
- الأديب الكرماني
- رمضان حمود
- روبرت هنري
- رياض المعلوف
- عبد الرحيم باشا الدمرداشي
- عبد العزيز بن فيصل الدويش
- عدنان القاروني
- محمد تقي الإصفهاني
- مصطفى بن أحمد بن حسن الشطي
- ناصر الدين دينيه
- هادي آل كاشف الغطاء
- أحمد تيمور باشا
- فوزي المعلوف
- عبد المحسن السعدون